# Diocesi di Amatunte di Palestina
La diocesi di Amatunte di Palestina (in latino Dioecesis Amathusia in Palaestina) è una sede soppressa del patriarcato di Gerusalemme e una sede titolare della Chiesa cattolica.

## Storia
Amatunte di Palestina, identificabile con le rovine di Ammata-Tell-Amta nell'odierna Giordania, è un'antica sede vescovile della provincia romana della Palestina Prima nella diocesi civile d'Oriente. Faceva parte del Patriarcato di Gerusalemme ed era suffraganea dell'arcidiocesi di Cesarea.
Sono quattro i vescovi conosciuti di questa antica diocesi. Teodosio partecipò al cosiddetto brigantaggio efesino del 449. Sergio è menzionato nella vita di san Saba di Cirillo di Scitopoli e potrebbe essere vissuto tra la fine del V secolo e l'inizio del secolo successivo. Procopio prese parte al concilio di Gerusalemme del 518 e sottoscrisse la lettera dei vescovi di Palestina al patriarca Giovanni di Costantinopoli contro Severo di Antiochia. Dionisio firmò gli atti del concilio del 536 convocato da Pietro di Gerusalemme e che vide riuniti i vescovi delle Tre Palestine.
Dal XVIII secolo Amatunte di Palestina è annoverata tra le sedi vescovili titolari della Chiesa cattolica; la sede è vacante dal 23 dicembre 1967. In passato la sede era menzionata come Amathensis seu Amathuntina seu Amathusia.

## Cronotassi

### Vescovi greci
- Teodosio † (menzionato nel 449)
- Sergio † (menzionato nel 500)
- Procopio † (menzionato nel 518)
- Dionisio † (menzionato nel 536)

### Vescovi titolari
- Francesco Maria Miceli † (7 febbraio 1729 - 11 marzo 1743 nominato vescovo di Lipari)
- Lattanzio Felice Sega † (27 luglio 1743 - ?)
- Gaetano Galbato † (17 marzo 1755 - ? deceduto)
- Juan Antonio Lillo, O.F.M.Disc. † (15 dicembre 1828 - 28 febbraio 1831 nominato vescovo di Cáceres)[3]
- Raffaello (Francesco Saverio di Sant'Anna) Pescetto, O.C.D. † (8 marzo 1831 - 10 aprile 1840 nominato arcivescovo titolare di Sardi)[4]
- Guillaume Douarre, S.M. † (23 agosto 1842 - 27 giugno 1853 deceduto)
- Ludwik Bartłomiej Brynk † (23 febbraio 1872 - 19 settembre 1874 deceduto)
- Francesco Folicaldi † (28 gennaio 1876 - 12 marzo 1877 nominato arcivescovo titolare di Efeso)
- Carlo Laurenzi † (22 giugno 1877 - 13 novembre 1884 nominato cardinale presbitero di Sant'Anastasia)
- Francesco di Paola Cassetta † (2 dicembre 1884 - 25 novembre 1887 nominato arcivescovo titolare di Nicomedia)
- Domenico Taccone-Gallucci † (1º giugno 1888 - 14 dicembre 1889 succeduto vescovo di Nicotera e Tropea)
- Pasquale Corrado † (30 dicembre 1889 - 2 gennaio 1890 succeduto vescovo di Molfetta, Giovinazzo e Terlizzi)
- Gerardo Arardi † (14 dicembre 1891 - 5 febbraio 1895 deceduto)
- Bartolomeo Mirra, O.S.B. † (15 marzo 1898 - 15 aprile 1907 nominato arcivescovo titolare di Assume)[5]
  - Vescovi Hamathensis:
  - Paolo Rosario Farrugia † (7 maggio 1907 - 21 dicembre 1907 deceduto)[6]
  - Luigi Ermini † (30 dicembre 1908 - 4 dicembre 1914 nominato vescovo di Caiazzo)[7]
  - Felice Ambrogio Guerra Fezia, S.D.B. † (26 maggio 1915 - 17 aprile 1916 nominato arcivescovo di Santiago di Cuba)[8]
  - Plácido Ángel Rey de Lemos, O.F.M. † (18 gennaio 1917 - 18 dicembre 1919 nominato vescovo di Lugo)
- Valentín Comellas y Santamaría † (18 dicembre 1919 - 5 settembre 1933 nominato vescovo di Solsona)[9]
- Willem Cobben, S.C.I. † (19 dicembre 1933 - 25 febbraio 1955 nominato vescovo di Helsinki)
- Ladislao Paz, S.D.B. † (21 luglio 1955 - 28 novembre 1957 nominato vescovo di Corumbá)
- José Antonio Dammert Bellido † (14 aprile 1958 - 19 marzo 1962 nominato vescovo di Cajamarca)
- Hugo Mark Gerbermann, M.M. † (6 giugno 1962 - 23 dicembre 1967 nominato vescovo di Huehuetenango)